# Stuart Baird
Stuart Baird (30 de novembro de 1947) é um editor e diretor de cinema inglês.
O primeiro trabalho de Baird na indústria do cinema foi em 1968 como assistente do diretor Lindsay Anderson no filme if..... Em seguida, ele trabalhou como assistente de edição no filme The Devils. Dois anos depois ele trabalhou pela primeira vez como editor, no telefilme Dr. Jekyll and Mr. Hyde. Em seguida ele trabalhou mais duas vezes como assistente, em That'll Be the Day e Mahler.
Em 1975 ele editou Tommy, musical baseado no álbum homônimo da banda The Who. No ano seguinte ele editou o filme The Omen. Em 1978, Baird editou Superman, recebendo sua primeira indicação ao Oscar de Melhor Edição.
Nos anos seguintes, ele trabalhou em filmes como Ladyhawke, Lethal Weapon, Gorillas in the Mist: The Story of Dian Fossey, Lethal Weapon 2, Die Hard 2, The Last Boy Scout e Demolition Man. Por Gorillas in the Mist, Baird foi indicado a seu segundo Oscar.
Em 1996, Baird dirigiu seu primeiro filme, Executive Decision. Dois anos depois ele digiriu seu segundo longa, U.S. Marshals. Em 2002, Baird dirigiu seu terceiro e último filme, Star Trek Nemesis, o décimo longa da franquia Star Trek.
Em 2005, após um intervalo de três anos, ele voltou a edição com o filme The Legend of Zorro. Nos anos seguintes ele editou filmes como Casino Royale, Salt, Green Lantern e Skyfall.